# تریاژ ایکس
تریاژ ایکس (トリアージX Toriāji Ikusu) یک مجموعه مانگای ژاپنی است که توسط شوجی ساتو نوشته و مصورسازی شده است. این مجموعه از آوریل سال ۲۰۰۹ به صورت سریالی در ماهنامهٔ دراگون ایج از انتشارات فوجیمی شوبو به چاپ می‌رسد و تا فوریه ۲۰۲۵ فصل‌های آن در ۲۹ جلد تانکوبون جمع‌آوری شده است. از روی نسخه مانگا یک مجموعه تلویزیونی انیمه ده قسمتی نیز توسط استودیوی زیبک تولید شده است که از ۸ آوریل ۲۰۱۵ در شبکه توکیو ام‌ایکس تا ۱۰ ژوئن همان سال پخش شده است. یک قسمت انیمهٔ اووی‌ای نیز در نوامبر ۲۰۱۵ در دوازدهمین جلد این مجموعه منتشر شد.

## داستان
بیمارستان عمومی موچیزوکی خانه‌ای برای تعدادی از بهترین پرستاران آموزش دیده شهر بود. در طول روز آن‌ها پرستارانی معمولی به‌شمار می‌روند، اما به هنگام شب، آن‌ها تبدیل به قاتلانی مرگبار می‌شوند که سرطان‌های جامعه را مورد هدف قرار می‌دهند و قبل از اینکه شرارت‌های خود را گسترش دهند، از شر آن‌ها خلاص می‌شوند.